# Pryborżawśke
Pryborżawśke (ukr. Приборжавське) – wieś na Ukrainie, w obwodzie zakarpackim, w rejonie chuściańskim, w hromadzie Dowhe. W 2001 liczyła 3585 mieszkańców, spośród których 3546 wskazało jako ojczysty język ukraiński, 33 rosyjski, 2 mołdawski, 2 węgierski, 1 rumuński, a 1 białoruski.

## Urodzeni
- Metody (Petrowcy)
- Marek (Petrowcy)